# Angelo Stiller
Angelo Stiller (* 4. April 2001 in München) ist ein deutscher Fußballspieler. Er wird meist im defensiven Mittelfeld eingesetzt und wechselte bereits als Neunjähriger zum FC Bayern München. Nach seiner Jugendzeit spielte er dort für die Amateurmannschaft in der 3. Liga und kam auch zu einzelnen Einsätzen für die Profimannschaft des FC Bayern München. Des Weiteren bestritt er mehrere Länderspiele für deutsche Nachwuchs-Nationalmannschaften. Seit Sommer 2023 spielt Stiller für den Bundesligisten VfB Stuttgart.

## Sportliche Laufbahn

### Vereine

#### Anfänge
Angelo Stiller begann mit dem Vereinsfußball als kleiner Junge in der G-Jugend des TSV Milbertshofen im Norden von München. Früh weckte er das Interesse des FC Bayern München, sagte diesem jedoch zunächst ab, weil er bei seinen Freunden in Milbertshofen bleiben wollte. Ein Jahr später, als Neunjähriger, entschloss er sich dann doch zu einem Wechsel an die Säbener Straße, da, so Stiller, diese Chance vielleicht nur einmal komme. Beim FC Bayern München durchlief der zunächst offensive Mittelfeldspieler fortan sämtliche Jugendmannschaften. Dem TSV Milbertshofen, bei dem sein zweieinhalb Jahre älterer Bruder Marco in der ersten Mannschaft spielt, blieb Angelo Stiller weiterhin eng verbunden. Einen prägenden Einfluss auf Stillers weitere Laufbahn hatte sein Trainer in der U14, der ehemalige österreichische Nationalspieler Harald Cerny, der ihn eher auf der Position des Sechsers im defensiven Mittelfeld sah, fortan Stillers Stammposition. Mit der U17 des FC Bayern, deren Mannschaftskapitän er war, erreichte er im Juni 2018 das Endspiel um die deutsche B-Junioren-Meisterschaft, das jedoch im eigenen Stadion mit 2:3 gegen Borussia Dortmund verloren wurde. In jener Saison kam er auch bereits zu mehreren Einsätzen für die A-Junioren in der UEFA Youth League.
Im Sommer 2018 rückte Stiller dann vollends in die A-Jugend auf. Auch dort war er Stammspieler. Die Saison der U19 verlief jedoch mäßig erfolgreich, das Team von Trainer Sebastian Hoeneß erreichte in der Liga lediglich den vierten Platz in der Südstaffel und schied sowohl in der Youth-League als auch im nationalen Pokalwettbewerb frühzeitig aus. Im Sommer 2019 reiste Angelo Stiller mit der Profimannschaft des FC Bayern München in die USA und wurde dort bei Testspielen gegen Arsenal und den AC Mailand eingewechselt. Den Fußball-Alltag bestritt Stiller jedoch weiterhin bei den A-Junioren. Beim Heimspiel der Amateurmannschaft des FC Bayern München in der 3. Liga gegen Unterhaching kam er am Nachmittag des 31. August 2019 zu einem Kurzeinsatz in der Schlussphase des Spiels und stand am nächsten Vormittag um 10 Uhr bereits wieder für die U19 beim Pokalspiel in Wolfsburg auf dem Feld.
Stiller spielte bereits bei Bayern unter Sebastian Hoeneß als Trainer, folgte diesem jeweils nach dessen Wechsel nach Hoffenheim wie auch zum VfB Stuttgart. Zu gemeinsamen Zeiten beim FC Bayern zog Hoeneß Stiller einst als B-Jugendlichen in die U19 hoch, 2020 feierten sie zusammen die Drittliga-Meisterschaft mit Bayern II. Später holte Hoeneß Stiller nach Hoffenheim, im Sommer 2023 kreuzten sich beim VfB die Wege zum dritten Mal.

#### Erste Profierfahrung beim FC Bayern München
Nachdem er im Dezember ein weiteres Mal bei den seit Sommer von Sebastian Hoeneß trainierten Bayern-Amateuren auf der Ersatzbank gesessen hatte, jedoch nicht eingewechselt worden war, hat er seit Januar 2020 dort einen Stammplatz im defensiven Mittelfeld. In den sieben Partien des neuen Jahres kam er in der 3. Liga auf einen guten Kicker-Notenschnitt von 2,64, ehe der Spielbetrieb aufgrund der sich ausbreitenden Coronavirus-Pandemie im März vorläufig eingestellt wurde. Auch nach der Wiederaufnahme des Spielbetriebs mit Geisterspielen ab Ende Mai stand Stiller meist in der Startelf und gewann mit der Mannschaft die Drittligameisterschaft.
Auch in der neuen Spielzeit war er Stammspieler bei den Bayern-Amateuren, nach dem Abgang von Sebastian Hoeneß zur TSG 1889 Hoffenheim nun trainiert von Holger Seitz. Im Oktober 2020 kam der 19-Jährige erstmals bei einem Pflichtspiel der Profimannschaft zum Einsatz, als er beim nach Heimrechttausch in der Allianz-Arena stattfindenden DFB-Pokal-Erstrundenspiel gegen den Oberligisten 1. FC Düren zur zweiten Halbzeit eingewechselt wurde. Dabei profitierte er auch von dem Umstand, dass zahlreiche Bayern-Nationalspieler teilweise noch am Vortag in Länderspielen aktiv gewesen waren und daher von Trainer Hansi Flick nicht berücksichtigt wurden. So standen beim 3:0-Sieg lediglich Feldspieler der Amateurmannschaft und der U19 als Ersatz zur Verfügung. Zwei weitere Einsätze, wenn auch nur kurz, erfolgten wenige Wochen später bei den beiden abschließenden Champions-League-Gruppenspielen bei Atlético Madrid und gegen Lokomotive Moskau, als Stiller jeweils in der Schlussphase eingewechselt wurde. Da der FC Bayern bereits vor den beiden Spielen als Gruppensieger feststand, hatte Trainer Flick bei jenen Partien auf mehrere Stammspieler verzichtet. Ansonsten spielte Angelo Stiller weiterhin für die Amateure und war dort einer der wenigen verbliebenen Leistungsträger der Mannschaft, bei der mehrere Abgänge von Spielern in höhere Spielklassen nicht adäquat ersetzt werden konnten. Nach der Drittligameisterschaft der Vorsaison stieg die Mannschaft zum Saisonende gar nach zwei Drittligajahren in die viertklassige Regionalliga Bayern ab.

#### Wechsel nach Hoffenheim
Nachdem Stiller sich keine Perspektive in der Profimannschaft des FC Bayern München ausgerechnet hatte, hatte er sich bereits im Herbst 2020 zu einem Vereinswechsel entschieden. Im Sommer 2021 folgte er daher seinem ehemaligen Trainer Sebastian Hoeneß nach Sinsheim-Hoffenheim zum Tabellenelften der abgelaufenen Bundesliga-Saison.
Bei der TSG stand Angelo Stiller zunächst meist in der Startelf, kam im weiteren Saisonverlauf aber auch mehrfach von der Ersatzbank ins Spiel. Lange Zeit belegte das Team aus dem Kraichgau einen der Europapokal-Plätze, konnte jedoch ab März kein Spiel mehr gewinnen und belegte letztlich den neunten Tabellenplatz. Der Verein trennte sich daraufhin von Trainer Hoeneß. Nach seiner ersten Bundesliga-Spielzeit konnte Angelo Stiller auf 29 Einsätze in den insgesamt 37 Pflichtspielen zurückblicken, insgesamt 21-mal hatte er dabei in der Startaufstellung gestanden und dreimal ins gegnerische Tor getroffen.
Den Auftakt zur Saison 2022/23 verpasste Stiller verletzungsbedingt und kam nach seiner Genesung unter dem neuen Trainer André Breitenreiter nur noch zu acht Startelfeinsätzen.

#### Wechsel nach Stuttgart
Am 25. August 2023 gab der VfB Stuttgart die Verpflichtung Stillers bekannt. Er erhielt einen Vertrag bis 2027.

### Nationalmannschaft
Das Nationaltrikot trug Stiller das erste Mal am 9. Februar 2018 für die U17-Nationalmannschaft bei einem Turnier an der Algarve, bei dem er zu seinen beiden einzigen Einsätzen für die U17 kam und die dem TSV Milbertshofen einen Bonusscheck des DFB in Höhe von 2200 Euro einbrachten. Im Mai 2019 folgte ein Einsatz für die U18-Auswahl in Belgien sowie im September 2020 einer für die U20-Nationalmannschaft. Ab September 2021 spielte er für die U21-Nationalmannschaft. Mit dieser bestritt er als Stammspieler die erfolgreiche Qualifikation für die U21-Europameisterschaft 2023, die in Rumänien und Georgien stattfand. Bei der Endrunde kam Stiller in allen drei Gruppenspielen zum Einsatz und erzielte ein Tor. Die deutsche Mannschaft schied nach der Gruppenphase aus. Seit dem Turnier ist er aus Altersgründen nicht mehr für die U21 spielberechtigt.
Im August 2024 wurde Angelo Stiller von Bundestrainer Julian Nagelsmann erstmals in den Kader der deutschen Nationalmannschaft berufen. Am 7. September 2024 wurde er in der 82. Minute des Nations League Spiels gegen Ungarn zu seinem ersten Länderspiel eingewechselt. Einen Monat später gab Stiller seinen ersten Startelfeinsatz bei einem 1:0-Sieg gegen die Niederlande am vierten Spieltag der Nations League.

## Titel
- Deutscher Pokalsieger: 2025 (VfB Stuttgart)
- Deutscher Drittligameister: 2020 (FC Bayern München II)